# Let’s Talk About Love (альбом Селин Дион)
| Оценки критиков               | Оценки критиков |
| Источник                      | Оценка          |
| ----------------------------- | --------------- |
| AllMusic                      | [ 1 ]           |
| Entertainment Weekly          | C               |
| The Rolling Stone Album Guide | [ 3 ]           |

Let’s Talk About Love — двадцать третий альбом Селин Дион и пятый, записанный на английском языке. Вышел 18 ноября 1997 года. Первоначальным названием альбома было The Reason. Является одним из самых продаваемых альбомов в истории музыки, продолжив бурный успех альбома Falling into You и включает целый ряд дуэтов. Самой знаменитой композицией с диска является тема из фильма «Титаник» — «My Heart Will Go On». Альбом получил целый ряд наград, включая «Грэмми». В поддержку альбома был проведён тур Let’s Talk About Love Tour.
Let’s Talk About Love стал мировым бестселлером, возглавив национальные альбомные чарты практически во всех ведущих государствах, включая Соединённые Штаты Америки, Австралию, Великобританию, Германию, Канаду и Францию. В конце 1990-х годов альбом был признан одним из самых продаваемых релизов того периода. Мировые продажи альбома составили свыше 31 миллиона копий, благодаря чему Let’s Talk About Love входит в список самых продаваемых альбомов за всю историю.

## История альбома
После успеха «Falling Into You» Селин Дион принялась за создание Let’s Talk About Love, который был опубликован как его сиквел. Запись проходила в Лондоне, Нью-Йорке и Лос-Анджелесе. К созданию альбома были привлечены такие мэтры музыкальной индустрии, как Барбра Стрейзанд («Tell Him»), Bee Gees («Immortality»), Диана Кинг и Brownstone («Treat Her Like a Lady»), а также всемирно признанный тенор Лучано Паваротти («I Hate You Then I Love You»). Трек «The Reason» спродюсировал знаменитый продюсер The Beatles Джордж Мартин. Среди музыкантов, принявших участие в создании альбома, Кароль Кинг, Жан-Жак Гольдман, написавший заглавную балладу «Let’s Talk About Love» (во французском варианте «Puisque Tu Pars») и ямайская певица Диана Кинг, которая добавила тон регги к песне «Treat Her Like A Lady».

## Мировой успех: чарты, продажи
Ещё перед тем, как Let’s Talk About Love был выпущен, Sony Music Entertainment объявила, что у них имеется 10750300 заказов на альбом, что автоматически сделало его самым ожидаемым релизом 1997 года. Продажи поднялись до небес с самого начала продаж, что с лёгкостью позволило альбому подняться на первые места в чартах многих стран мира, при этом побив рекорды продаж во многих из них. Более 20 млн копий было продано в первые 4 месяца, сделав диск одним из наиболее быстро продаваемых в истории.
В Канаде он дебютировал на первом месте, разойдясь 230 212 копиями (один из рекордов Селин на её родине, который до сих пор не побит). Через три недели ему присвоили бриллиантовый статус (продажи превысили отметку в 1,5 млн копий). В хит-парад США альбом вошёл со второй строчки (334 000 копий). Продажи росли, и к шестой неделе с тиражом в 624 000 экземпляров диск оставался на второй строчке. Что примечательно, когда диск добрался до первого места, продажи упали на 54 %. На сегодняшний день продано 10,5 млн копий альбома в США, где он также получил бриллиантовый статус (10-платиновый).
В 2003 году альбом получил IFPI Award, означающий, что в Европе тираж превысил 10 млн, из которых 2 в Великобритании, 1,5 в Германии, 1,2 во Франции и 1 млн в Италии.
По одному миллиону разошлось в Японии и Бразилии.
На сегодняшний день Let’s Talk About Love продан тиражом более чем 31 миллион копий, что делает его одним из наиболее коммерчески успешных альбомов за всю историю музыки. При этом альбом входит в тройку самых продаваемых альбомов, выпущенных представителями женского пола.
Благодаря Let’s Talk About Love Селин Дион стала единственной певицей, два альбома которой превысили отметку в 31 000 000 экземпляров (вместе с предыдущим релизом Falling Into You) — рекорд, который она удерживает до сих пор.

## Список композиций
| №   | Название                                               | Автор(ы)                                                             | Продюсер(ы)                       | Длительность |
| --- | ------------------------------------------------------ | -------------------------------------------------------------------- | --------------------------------- | ------------ |
| 1.  | «The Reason»                                           | Кэрол Кинг Марк Хадсон Грег Уэллс                                    | Джордж Мартин                     | 5:01         |
| 2.  | «Immortality»                                          | Барри Гибб Робин Гибб Морис Гибб                                     | Уолтер Афанасьефф                 | 4:11         |
| 3.  | «Treat Her Like a Lady»                                | Диана Кинг Энди Марвел Билли Манн Селин Дион                         | Рик Уэйк                          | 4:05         |
| 4.  | «Why Oh Why»                                           | Марти Шаррон Дэн Сембелло                                            | Дэвид Фостер                      | 4:50         |
| 5.  | «Love Is on the Way»                                   | Питер Зиззо Дениз Рич Тина Шафер                                     | Уэйк                              | 4:25         |
| 6.  | «Tell Him» (дуэт с Барброй Стрейзанд)                  | Линда Томпсон Афанасьефф Фостер                                      | Фостер Афанасьефф                 | 4:51         |
| 7.  | «Where Is the Love»                                    | Кори Харт                                                            | Харт                              | 4:55         |
| 8.  | «When I Need You»                                      | Альберт Хэммонд Кэрол Байер Сейджер                                  | Фостер                            | 4:12         |
| 9.  | «Miles to Go (Before I Sleep)»                         | Харт                                                                 | Харт                              | 4:40         |
| 10. | «Us»                                                   | Билли Пейс                                                           | Умберто Гатика Пейс Джим Стейнман | 5:47         |
| 11. | «Just a Little Bit of Love»                            | Мария Кристенсен Арни Роман Артур Джейкобсон                         | Уэйк                              | 4:06         |
| 12. | «My Heart Will Go On»                                  | Джеймс Хорнер Уилл Дженнингс                                         | Афанасьефф Хорнер                 | 4:40         |
| 13. | «I Hate You Then I Love You» (дуэт с Лучано Паваротти) | Тони Ренис Мануэль де Фалья Альберто Теста Фабио Теста Норман Ньюэлл | Фостер Гатика Ренис               | 4:43         |
| 14. | «To Love You More»                                     | Фостер Джуниор Майлз                                                 | Фостер                            | 5:28         |
| 15. | «Let's Talk About Love»                                | Брайан Адамс Жан-Жак Гольдман Элиот Кеннеди                          | Фостер                            | 5:12         |

| №   | Название                                               | Автор(ы)                             | Продюсер(ы)          | Длительность |
| --- | ------------------------------------------------------ | ------------------------------------ | -------------------- | ------------ |
| 1.  | «The Reason»                                           | К. Кинг Хадсон Уэллс                 | Мартин               | 5:01         |
| 2.  | «Immortality»                                          | Б. Гибб Р. Гибб М. Гибб              | Афанасьефф           | 4:11         |
| 3.  | «Treat Her Like a Lady»                                | Д. Кинг Марвел Манн Дион             | Уэйк                 | 4:05         |
| 4.  | «Why Oh Why»                                           | Шаррон Сембелло                      | Фостер               | 4:50         |
| 5.  | «Love Is on the Way»                                   | Зиззо Рич Шафер                      | Уэйк                 | 4:25         |
| 6.  | «Tell Him» (дуэт с Барброй Стрейзанд)                  | Томпсон Афанасьефф Фостер            | Фостер Афанасьефф    | 4:51         |
| 7.  | «Amar Haciendo el Amor»                                | Манн Рич Мэнни                       | Уэйк Гатика          | 4:11         |
| 8.  | «When I Need You»                                      | Хэммонд Байер Сейджер                | Фостер               | 4:12         |
| 9.  | «Miles to Go (Before I Sleep)»                         | Харт                                 | Харт                 | 4:40         |
| 10. | «Us»                                                   | Пейс                                 | Гатика Пейс Стейнман | 5:47         |
| 11. | «Just a Little Bit of Love»                            | Кристенсен Роман Джейкобсон          | Уэйк                 | 4:06         |
| 12. | «My Heart Will Go On»                                  | Хорнер Дженнингс                     | Афанасьефф Хорнер    | 4:40         |
| 13. | «Where Is the Love»                                    | Харт                                 | Харт                 | 4:55         |
| 14. | «I Hate You Then I Love You» (дуэт с Лучано Паваротти) | Ренис Фалья А. Теста Ф. Теста Ньюэлл | Фостер Гатика Ренис  | 4:43         |
| 15. | «Let's Talk About Love»                                | Адамс Гольдман Кеннеди               | Фостер               | 5:12         |

| №   | Название                                               | Автор(ы)                             | Продюсер(ы)          | Длительность |
| --- | ------------------------------------------------------ | ------------------------------------ | -------------------- | ------------ |
| 1.  | «The Reason»                                           | К. Кинг Хадсон Уэллс                 | Мартин               | 5:01         |
| 2.  | «Immortality»                                          | Б. Гибб Р. Гибб М. Гибб              | Афанасьефф           | 4:11         |
| 3.  | «Treat Her Like a Lady»                                | Д. Кинг Марвел Манн Дион             | Уэйк                 | 4:05         |
| 4.  | «Why Oh Why»                                           | Шаррон Сембелло                      | Фостер               | 4:50         |
| 5.  | «Love Is on the Way»                                   | Зиззо Рич Шафер                      | Уэйк                 | 4:25         |
| 6.  | «Tell Him» (дуэт с Барброй Стрейзанд)                  | Томпсон Афанасьефф Фостер            | Фостер Афанасьефф    | 4:51         |
| 7.  | «Amar Haciendo el Amor»                                | Манн Рич Мэнни                       | Уэйк Гатика          | 4:11         |
| 8.  | «When I Need You»                                      | Хэммонд Байер Сейджер                | Фостер               | 4:12         |
| 9.  | «Miles to Go (Before I Sleep)»                         | Харт                                 | Харт                 | 4:40         |
| 10. | «Us»                                                   | Пейс                                 | Гатика Пейс Стейнман | 5:47         |
| 11. | «Just a Little Bit of Love»                            | Кристенсен Роман Джейкобсон          | Уэйк                 | 4:06         |
| 12. | «My Heart Will Go On»                                  | Хорнер Дженнингс                     | Афанасьефф Хорнер    | 4:40         |
| 13. | «Where Is the Love»                                    | Харт                                 | Харт                 | 4:55         |
| 14. | «Be the Man»                                           | Фостер Майлз                         | Фостер               | 4:39         |
| 15. | «I Hate You Then I Love You» (дуэт с Лучано Паваротти) | Ренис Фалья А. Теста Ф. Теста Ньюэлл | Фостер Гатика Ренис  | 4:43         |
| 16. | «Let's Talk About Love»                                | Адамс Гольдман Кеннеди               | Фостер               | 5:12         |

| №   | Название                                               | Автор(ы)                             | Продюсер(ы)          | Длительность |
| --- | ------------------------------------------------------ | ------------------------------------ | -------------------- | ------------ |
| 1.  | «The Reason»                                           | К. Кинг Хадсон Уэллс                 | Мартин               | 5:01         |
| 2.  | «Immortality»                                          | Б. Гибб Р. Гибб М. Гибб              | Афанасьефф           | 4:11         |
| 3.  | «Treat Her Like a Lady»                                | Д. Кинг Марвел Манн Дион             | Уэйк                 | 4:05         |
| 4.  | «Why Oh Why»                                           | Шаррон Сембелло                      | Фостер               | 4:50         |
| 5.  | «Love Is on the Way»                                   | Зиззо Рич Шафер                      | Уэйк                 | 4:25         |
| 6.  | «Tell Him» (дуэт с Барброй Стрейзанд)                  | Томпсон Афанасьефф Фостер            | Фостер Афанасьефф    | 4:51         |
| 7.  | «Amar Haciendo el Amor»                                | Манн Рич Мэнни                       | Уэйк Гатика          | 4:11         |
| 8.  | «When I Need You»                                      | Хэммонд Байер Сейджер                | Фостер               | 4:12         |
| 9.  | «Miles to Go (Before I Sleep)»                         | Харт                                 | Харт                 | 4:40         |
| 10. | «Us»                                                   | Пейс                                 | Гатика Пейс Стейнман | 5:47         |
| 11. | «Just a Little Bit of Love»                            | Кристенсен Роман Джейкобсон          | Уэйк                 | 4:06         |
| 12. | «My Heart Will Go On»                                  | Хорнер Дженнингс                     | Афанасьефф Хорнер    | 4:40         |
| 13. | «I Hate You Then I Love You» (дуэт с Лучано Паваротти) | Ренис Фалья А. Теста Ф. Теста Ньюэлл | Фостер Гатика Ренис  | 4:43         |
| 14. | «To Love You More»                                     | Фостер Майлз                         | Фостер               | 5:28         |
| 15. | «Let's Talk About Love»                                | Адамс Гольдман Кеннеди               | Фостер               | 5:12         |

| №  | Название                                 | Автор(ы)                   | Продюсер(ы)       | Длительность |
| -- | ---------------------------------------- | -------------------------- | ----------------- | ------------ |
| 1. | «My Heart Will Go On» (Richie Jones Mix) | Хорнер Дженнингс           | Афанасьефф Хорнер | 4:15         |
| 2. | «To Love You More» (Tony Moran Mix)      | Фостер Майлз               | Фостер            | 9:27         |
| 3. | «Be the Man» (Karaoke Mix)               | Фостер Майлз               | Фостер            |              |
| 4. | «Unison» (Remix)                         | Энди Голдмарк Брюс Робертс | Голдмарк          | 4:04         |
| 5. | «Love Can Move Mountains» (Live Version) | Дайан Уоррен               |                   | 4:42         |

## Чарты
| Чарт                       | Высочайшая позиция | Сертификат     | Продажа/выпуск |
| -------------------------- | ------------------ | -------------- | -------------- |
| Австралия                  | 1                  | 6x платиновый  | 420 000        |
| Австрия                    | 1                  | 2x платиновый  | 100 000        |
| Аргентина                  |                    | 5x платиновый  | 300 000        |
| Бельгия (Фландрия)         | 1                  | 4x платиновый  | 200 000        |
| Бельгия (Валония)          | 1                  | 4x платиновый  | 200 000        |
| Великобритания             | 1                  | 6x платиновый  | 2 000 000      |
| Венесуэла                  |                    | Золотой        |                |
| Колумбия                   |                    | Золотой        |                |
| Дания                      | 1                  | Платиновый     | 30 000         |
| Нидерланды                 | 1                  | 5x платиновый  | 500 000        |
| Европейский альбомный чарт | 1                  | 9x платиновый² | 10 000 000     |
| Финляндия                  | 1                  | 2x платиновый  | 80 000         |
| Франция                    | 1                  | Бриллиантовый  | 1 200 000      |
| Германия                   | 1                  | 3x платиновый  | 1 500 000      |
| Греция                     | 1                  | Платиновый     | 50 000         |
| Гонконг                    |                    | 9x платиновый  | 180 000        |
| Венгрия                    | 1                  |                |                |
| Израель                    |                    | 2x платиновый  |                |
| Индия                      |                    | Золотой        | 50 000         |
| Индонезия                  |                    | 4x платиновый  |                |
| Ирландия                   | 1                  |                |                |
| Исландия                   |                    | 2x платиновый  |                |
| Италия                     | 1                  | 10x платиновый | 1 000 000      |
| Канада                     | 1                  | Бриллиантовый  | 1 500 000      |
| Корея                      |                    | 2x платиновый³ | 570 000        |
| Малайзия                   |                    | 6x платиновый  |                |
| Мексика                    |                    | 2x платиновый  | 300 000        |
| Новая Зеландия             | 1                  | 9x платиновый  | 135 000        |
| Норвегия                   | 1                  | 4x платиновый  | 200 000        |
| Польша                     |                    | 2x платиновый4 | 450 000        |
| Португалия                 | 1                  | 3x платиновый  | 120 000        |
| Сингапур                   |                    | 5x платиновый  |                |
| Испания                    | 3                  | 4x платиновый  | 400 000        |
| Чарт Центральной Америки   |                    | Платиновый     |                |
| Чехия                      |                    | Платиновый     |                |
| Швейцария                  | 1                  | 6x платиновый  | 300 000        |
| Швеция                     | 1                  | 3x платиновый  | 240 000        |
| Тайвань                    |                    | 8x платиновый  |                |
| Таиланд                    |                    | 5x платиновый  |                |
| Турция                     |                    | Платиновый     |                |
| США Billboard 200          | 1                  | Бриллиантовый  | 10 550 000     |
| ЮАР                        |                    | 4x платиновый  |                |
| Япония                     | 5                  | Миллион        | 1 050 000      |